# 헬싱
《헬싱》(HELLSING, ヘルシング)은 히라노 코우타의 만화 작품이다.

## 개요
본작품은 주로 영국을 무대로 하고 있으며, 흡혈귀와 흡혈귀 사냥꾼 간의 싸움을 그린 배틀 액션 만화 작품이다. 특히 작가만의 독특한 방식인 과격하고 모독적인 표현 기법이 특징 가운데 하나로 평가 받는다.
제목인 헬싱은 브램 스토커의 공포 소설 《드라큘라》의 등장인물 에이브러햄 반 헬싱 교수로부터 유래한 것으로, 헬싱 교수의 자손이 주인공 가운데 한 명인 인테그라로 설정되어 있다. 덧붙여 드라큘라의 헬싱 교수의 이름 철자는 ‘Helsing’로, 작품명 ‘HELLSING’와는 철자가 다르다.
작가 본인의 과거 작품에서 캐릭터를 차용하는 경우가 많아, 소좌나 베르나도트, 안데르센, 월터 등이 이에 속한다. 또 나치 독일의 잔당이나 이스카리오테 기관 등의 설정의 원형 역시 과거 작품으로부터 차용한 것으로 보인다.
2001년에 곤조에 의해서 TV 애니메이션화되었다. 그 후 2005년에 새틀라이트에 의해서 OVA화가 되었다.

## 스토리
대영제국의 왕립 국교 기사단, 통칭 헬싱 기관을 관할하는 헬싱 가의 여성 당주 인테그라와 그녀에게 복종하는 불사신 흡혈귀 아카드, 아카드에 의해 흡혈귀가 된 여경 세라스 등 이상 3명이 이 작품의 주인공이다.
기본이 되는 스토리 전개는 흡혈귀VS흡혈귀 헌터를 토대로 하고 있으며, 왕립국교기사단과 흡혈귀 및 구울 간의 전투가 중심이 되고 있다. 다만 아카드와 세라스는 흡혈귀면서, 흡혈귀 사냥을 본업으로 하고 있다.
초반 이야기는, 헬싱 기관이 영국 본토내에서 빈번히 발생하는 흡혈귀 사건에 대처하는 국지적인 전투로 전개되었지만, 중반부터 흡혈귀 사건의 흑막이 밝혀져서 군대끼리 살육과 폭력이 난무하는 처참한 전쟁을 벌이는 형식으로 전개되고 있다. 남아메리카에 피신했던 나치 독일의 잔당인 최후의 대대 밀레니엄이 등장하여, 흡혈귀 군대를 인솔하여 다시 영국 본토를 공습, 여기에다 로마 교황청에서 파견한 십자군까지 더해져서, 런던은 제2차 세계대전 이래 최대의 파괴와 혼란에 빠지게 된다.

## 등장인물
- 아카드(dracula를 거꾸로 한 alucard)

-세라스를 흡혈귀로 만든 장본인이다.
수백년전 제국의 왕이었으나 
전쟁에서 패배이후 처형직전 어떠한 계기로 흡혈귀가 된후 인테그라의 조상에게 지하실에 봉인되었다가 인테그라에 의해 풀려나 그녀를 섬기게 된다.
평상시에는 붉은코트와 붉은 모자를 쓰고 선글라스를 낀 장신의 청년의 모습을 띠고 있으나 때에 따라서 여자아이로도 변하기도 한다.
주 무기는 권총인 454캐슬과 자칼, 총알은 렌체스터 대성당에서 축복받은 은십자가를 녹여서 만들었다.
주요 기술은 구속제어술식 1,2,3호 개방,
구속제어술식 0호 개방이다.
라이벌 관계로는 바티칸의 알렌산더 안데르센 신부이다.
- 인테그라 팔브르케 윙게이츠 헬싱

-헬싱기관의 당주로 과거 자신을 죽이고 당주가 될려던 숙부를 죽이고 당주가 되었다. (이 과정에서 아카드의 봉인을 해제한다.) 
아카드가 인정한 진짜 주인으로, 뛰어난 검술실력과 지휘력을 지니고 있다.
- 세라스 빅토리아

-평범한 여경이었으나 체더스 마을에서 일어난 흡혈귀사건에서 숙주 흡혈귀에게 희생당할뻔 했던걸 아카드가 구해주고 그 과정에서 흡혈귀가 되었다.
개그캐릭터로 등장하기도 하지만 어렸을 때 괴한에게 아버지가 죽고 어머니가 강간당하는 큰 아픔을 가지고 있다.
주무기는 할콘넬이며
베르나도트 용병대장과 연인관계이다.
- 월터쿰 도르네즈

-수십년간 헬싱가를 보좌해온 집사.
겉으로는 그저 평범한 할아버지에 지나지 않지만
아카드에 못지많은 엄청난 전투능력을 보유하고 있다. 인테그라를 끝까지 보좌하는 충성심있는 인물이지만 이미 수십년전부터 배신을 계획하고 있었다.
주무기로는 은도금된 와이어.
- 베르나도트

-발렌타인 형제의 습격으로 전멸하다시피한
헬싱 기관 경비원들을 보충하기 위해 고용된 용병부대 대장이다.(국적은 프랑스로 알려짐)
인간으로서 엄청난 전투능력을 보유하고 있으나 세라스에게 일명 "딱밤"에 피를 흘리며 기절한다.
아이러니하게도 후에 세라스와 연인관계가 된다.
후에 밀레니엄에 죠린 브리츠 중위가 던진 낫에 맞아 사망한다.
- 루크,얀 발렌타인 형제

-소좌의 명령으로 구울부대를 이끌고 헬싱기관을
습격한 형제이다. 형 루크는 긴머리에 하얀색코트를 입고 점잖은 성격에 주무기는 머스켓총과 단검, 엄청나게 빠른 속도로 총알도 피하며 경비원들을 처치한다.
동생 얀은 형과 다르게 입이 거칠고 야한말을 즐긴다. 인테그라에게 밀레니엄의 존재를 알려주고 불에 타죽는다.
- 소좌

-밀레니엄의 지휘자. 
뚱뚱하고 키가 작으며 은색안경을 끼고 형편없는 사격실력으로 도저히 군단지휘자에 어울리지 않지만 웅변실력과 지휘력은 수준급이다. 
본인을 인간이라고 주장하지만
2차세계대전 당시부터 지금까지 똑같은 모습을 유지해 흡혈귀가 아니냐는 오해를 사기도 했으나 알고보니 흡혈귀가 아니라 기계였다.
박사
-소좌를 보좌해온 최고의 과학자.
소련군에게 패해 죽기직전에 소좌를 기계로 재탄생시킨 장본인이며, 엄청난 과학기술의 소유자로 흡혈귀를 제조하기도 하다.
대위
-이름은 한스권셰,
밀레니엄에서 가장 강한 인물로
말을 전혀 하지 않는다.
헬싱에는 아카드, 바티칸에는 안데르센 신부나 있다면 밀레니엄에는 한스 대위가 있다는 말이 있을정도로 강한 설정이며, 후에 세라스와에 싸움에서 의도적으로 패배한 후 죽음을 맞는다.
- 트바루카인 알한브라

-아카드를 죽이기 위해 아카드와 세라스가 머물고 있는 브라질 호텔을 습격한 인물이다.
브라질 고위간부들과 몰래 계약을 맺은후 아카드의 주무기인 자칼의 총알을 없애기 위해 브라질 특수부대를 총알받이로 내모는 등 잔인한짓을 했으나 구속제어술식을 사용햐 아카드에게 사망한후 아카드에게 피를 빨린다.
주무기로는 트럼펫카드.
- 립 반 링클

-통칭 마탄의 사수.
긴 머리에 키가크고 안경을 낀 여인으로
주무기인 머스켓에서 발사되는 총알을 자유자재로
부리며 헬기와 전투기는 물론 흡혈귀까지 제압하는 기술을 지니고 있다.
그러나 아도라에서 소좌의 명령을 기다리는중 아카드의 습격으로 사망한후 아카드에게 피를 빨린다.
- 죠린 브리츠

-여자이지만 온몸의 근육과 알 수 없는 알파벳 문신을 하고있다.
헬싱기관 파괴를 위해 선발로 비행선을 타고 
습격을 감행했으나 세라스 빅토리아와 베르나도트의 용병부대의 활약으로 고전한다.
그러나 그녀의 주기술인 환각으로 용병부대들과 세라스를 멈춰놓는다. 세라스가 환각이라는걸 밝혀내고 용병부대들을 일깨워줬으나 이미 저택안으로 친위대가 침투해 수십명의 용병부대가 사망한다.
후에 베르나도트 대장을 죽이고 버러지라고 놀렸다가 분노한 세라스에게 머리가 갈려 사망한다.
이 일을 계기로 피를 마시지 않던 세라스가 베르나도트의 피를 마시고 각성한다.
- 맥스웰

-바티칸 이스카리오테 제13과의 수장이다.
어려서부터 부모에게 버림받고 안데르센 신부에게서 교육받으면서 자랐다.
밀레니엄의 런던 대공습때 십자군을 이끌고 처들어가 밀레니엄 병사들뿐만 아니라 런던시민들까지 학살한다. 싸이코패스 성격에 권력욕에 찌들어 안데르센으로부터 하느님을 섬기기보다는 하느님에 힘을 섬긴다는 말을 들을 정도.
후에 아카드에 구속제어술직 0호에서 나온 망령들에게 사망한다.
- 알렌산더 안데르센 신부

-아카드의 라이벌.
흡혈귀는 물론 가톨릭을 믿지 않는 무리를 이교도라 부르며 광적으로 싫어한다.
평소에는 고아원에서 아이들을 돌보는 신부이지만 흡혈귀와 괴물처단을 할때는 광신도로 변한다.
생체실험과 개조를 거친 덕에 웬만한 상처는 모두 회복해버리는 불사의 리제네레이터(재생자)이다.
런던대공습때 바티칸에서 선발대로 파견되어
인테그라를 감시하라는 명령을 받고 그녀를 감시하다가 위기상황에 보호까지 해준다.
후에 아카드와의 대결에서 패배후 사망한다.
주무기는 축복세례를 받은 총검.
- 하인켈

-맥스웰,유미에와 함께 어려서부터 안데르센에게서 교육받은 신부. 쌍권총을 사용하며 유미에와는 단짝사이.
- 유미에

-맥스웰,하인켈과 함께 어려서부터 안데르센에게서 교육받은 수녀. 평소에는 온순한 성격인 "유미코"이지만 본 인격인 유미에로 돌아오면 엄청난 전투력을 지녔다. 일본도를 사용하며 하인켈과 단짝사이.
후에 헬싱가를 배신한 월터 쿰 도르네즈에게 몸 절단되 사망한다.
- 펜우드

-영국 국가 안전본부에 수장으로
소심하고 마음약하지만 책임감이 강한 진짜 남자.
인테그라가 피신할 것을 권유했으나 응하지 않고 습격한 밀레니엄부대와 함께 자폭한다.

## 용어집
- 흡혈귀
문자 그대로 사람의 피를 빠는 존재. 작중에서의 흡혈귀 설정은 거의 오리지널에 충실하며 불로불사의 육체와 보통 총알로는 죽지 않는 생명력과 보통 인간을 훨씬 능가하는 괴력과 스피드를 갖고 있지만, 햇빛에 약하고, 은이나 축복된 무기에 약하며, 물에 접근하거나 건너뛰는 일도 할 수 없다.
단 아카드 같은 경우에는 햇빛이나 물은 별 약점이 되지 못한다.
- 구울
언데드. 흡혈귀에게 흡혈당한 사람이 비처녀 또는 비동정이었을 경우 흡혈귀가 되지 못하고 좀비와 비슷하게 걸어다니는 시체가 된다.
1944년 9월의 소좌 등에 의한 인공 흡혈귀 제조 연구에서는, 이 구울을 인위적으로 제조하는 것까지 진행하고 있었으며 구울로 군대를 조직해 조직적으로 투입시킴으로써 전선을 혼란시키려고 했다.
- 웨어울프
늑대인간을 가리키는 말. 발칸 반도의 전설에 등장하며, 흡혈귀와 자주 동일시 된다. 본작에서는 흡혈귀 중에서도 특별한 능력을 가진 밀레니엄의 간부들을 가리킨다. 원래는 대위 한 사람에게만 사용되던 명칭이었다.
그 능력은 생체 개조의 소산물로 여겨지지만, 대위는 개조 전부터 인랑이었고, 또 윙클의 마탄은 흡혈귀가 되기 전부터 갖고 있던 능력이었으므로, 반드시 인위적인 능력이라고는 할 수 없다.
제2차 세계대전 시 1945년, 폐색이 짙은 나치 독일의 SS장교 브룬트만이 히틀러 청년당 등으로부터 인재를 모아 인랑 부대를 조직하여 전투 등에 동원하여, 성과를 과대 선전했다는 사실이 있다.
- 구속제어술식
아카드의 무한한 힘을 억제·제어를 위한 봉인. 이것을 개방할 시 아카드는 눈과 팔 등이 복수로 늘어나고 박쥐나 늑대로 모습을 바꾸는 등 특정한 형태가 없게 된다. 리프 반 윙클과의 싸움에서는 항공기, 더욱이 그녀를 쓰러뜨린 다음엔 항공모함과 동화하는 등 그 힘은 폭넓다. 제3호, 제2호, 제1호, 제0호 등 4단계의 봉인으로 분류되어 있다.
계약자인 인테그라의 허가를 받아 제0호(작중에서는 ‘죽음의 강’으로 불림)가 개방되면, 지금까지 아카드에게 흡혈당한 자들이 아카드의 수하로서 소환된다. 그러나 그것은 동시에 무한대에 가까운 소생력을 다 사용해 버려, 한 번 적의 공격을 받아 패하면 부활할 수 없다는 약점을 갖고 있다.
- 454 캐슬
아카드 전용 대형권총. 11.43mm 권총
전체 길이 33.5 cm, 중량 4 kg, 장탄 수 8발. 란체스터 대성당의 은십자가를 녹여서 만든 454Casull탄 규격의 폭렬철강탄을 사용한다. 아카드가 초기때부터 사용했던 대형권총으로 자칼과 함께 사용하고 있다.
- 쟈칼
아카드 전용 대형권총. 정식명칭은 대괴물 전투용 13mm 권총 쟈칼.
전체 길이 39 cm. 중량 16 kg. 장탄 수 6발. 순은제 마케도니움 가공탄 껍질에 법의식이 끝난 수은 탄투, 마베르스 화학약통 NNA9를 이용한 13mm 작렬철강탄을 사용한다. 알렉산더 안데르센을 쓰러뜨리기 위해 월터가 아카드용으로 특별히 만든 것으로, 인간은 취급할 수 없는 대용품. 총신에 ‘Jesus Christ is in Heaven now’라는 글씨가 새겨져 있다. 월터가 제작시에 폭탄을 장치하여, 아카드가 안데르센을 쓰러뜨린 후, 월터와의 전투 도중에 박사의 원격 조작에 의해 폭파된다.
- 20mm 개조 대전차 라이플
세라스가 초기에 사용했던 무기. 언뜻 보면 목제 총상을 갖춘 보통 스톡이지만, 구경 20mm의 대전차 라이플을 사용한다. 표준형은 매거진이지만, 트바르카인과의 싸움에서는 드림 매거진을 사용했다.
- 할콘넬
세라스 전용총. 정식 명칭은 30mm 대괴물용 포 할코넨.
총알은 열화우라늄탄 및 폭렬철강소이탄을 이용한다. 주력 전차를 제외한 모든 지상·항공 병기를 격파할 수 있다. 전체 길이는 2m 이상. 인간은 도저히 취급할 수 없다.
정령이 붙어있어 본편에서는 세라스의 꿈 속에 가끔 등장한다.
- 할콘넬 II
세라스 전용총. 정식 명칭은 30mm 세미오토 - 국지 방위용 장장거리 포격전 장비 할코넨 II.
최대 사정거리 4,000m, 총 중량 345kg, 기존의 할콘델을 세미오토 형식으로 개조한 후에, 2정을 탄약상자와 링크로 직접 연결해 빠른 사격을 가능케 한 것이다. 추가로 광역 입체 제압용 폭제 소이탄 척탄탄통 블라디미르를 장착할 수 있다. 할콘넨 II는 밀레니엄의 공중순양함 을 격파하는 데에도 쓰였다.
- 바이오넷 총검
알렉산더 안데르센의 주특기로 검 여러개를 상대에게 다수로 던져서 맞추거나 직접들고 베는 것이다. 검은 축복의례를 거친것으로 뱀파이어나 구울이 맞으면 큰 데미지를 얻을 수 있다. 길이는 제각각이며 자루부분에 폭약이 설치되어 있는 것도 있어 폭탄처럼 사용할 수도 있다.
- 결계
알렉산더 안데르센의 기술로써 건물에 결계를 치면 미디안들이 밖으로 나가려고할 때 결계 때문에 못나가게 된다.

## 단행본
- 제1권 :1998년 11월 1일 초판발행 ISBN 4-7859-1870-5
- 제2권 :2000년 1월 15일 초판발행 ISBN 4-7859-1958-2
- 제3권 :2001년 1월 15일 초판발행 ISBN 4-7859-2047-5
- 제4권 :2001년 11월 1일 초판발행 ISBN 4-7859-2125-0
- 제5권 :2003년 4월 1일 초판발행 ISBN 4-7859-2286-9
- 제6권 :2003년 12월 15일 초판발행 ISBN 4-7859-2373-3
- 제7권 :2005년 2월 1일 초판발행 ISBN 4-7859-2499-3
- 제8권 :2006년 9월 1일 초판발행 ISBN 4-7859-2666-X
- 제9권 :2007년 초판발행 ISBN 4-7859-2885-9
- 제10권 :2009년 초판발행 ISBN 4-7859-3131-0

### 보충
- 작가가 비디오 게임을 무척 좋아하여, 각 화의 부제는 각각 유명 비디오 게임의 작품명에서 유래하고 있다.

### 각 화의 부제
| （단행본 제1권 수록） - 제1화 VAMPIRE HUNTER - 제2화 MASTER OF MONSTER - 제3화 MURDER CLUB - 제4화 SWORD DANCER(1) - 제5화 SWORD DANCER(2) - 제6화 SWORD DANCER(3) - 특별수록 CROSS FIRE                                                             | （단행본 제2권 수록） - 제1화 DEAD ZONE(1) - 제2화 DEAD ZONE(2) - 제3화 DEAD ZONE(3) - 제4화 DEAD ZONE(4) - 제5화 BALANCE OF POWER(1) - 제6화 BALANCE OF POWER(2) - 특별수록 CROSS FIRE(2)                                                                                            | （단행본 제3권 수록） - 제1화 BALANCE OF POWER(3) - 제2화 ELEVATOR ACTION(1) - 제3화 ELEVATOR ACTION(2) - 제4화 ELEVATOR ACTION(3) - 제5화 ELEVATOR ACTION(4) - 제6화 ELEVATOR ACTION(5) - 특별수록 CROSS FIRE(3)                                                              |
| （단행본 제4권 수록） - 제1화 ELEVATOR ACTION(6) - 제2화 AGE OF EMPIRE(1) - 제3화 AGE OF EMPIRE(2) - 제4화 AGE OF EMPIRE(3) - 제5화 CALL TO POWER - 제6화 ULTIMA ON LINE - 제7화 D(1) - 제8화 D(2) - 제9화 D(3)                                      | （단행본 제5권 수록） - 제1화 FLASH POINT - 제2화 D(4) - 제3화 D(5) - 제4화 D(6) - 제5화 D(7) - 제6화 D(8) - 제7화 XANADO - 제8화 FINAL FANTASY(1) - 제9화 FINAL FANTASY(2) | （단행본 제6권 수록） - 제1화 FINAL FANTASY(3) - 제2화 FINAL FANTASY(4) - 제3화 FINAL FANTASY(5) - 제4화 THE SCREAMER - 제5화 AUBIRD FORCE - 제6화 GUN BULLET - 제7화 BALLOON FIGHT - 제8화 SOLDIER OF FORTUNE(1) - 제9화 SOLDIER OF FORTUNE(2) - 제10화 SOLDIER OF FORTUNE(3) |
| （단행본 제7권 수록） - 제1화 SOLDIER OF FORTUNE(4) - 제2화 SOLDIER OF FORTUNE(5) - 제3화 SOLDIER OF FORTUNE(6) - 제4화 LAST MISSION - 제5화 GET AWAY - 제6화 YAKSA - 제7화 THE MAN I LOVE - 제8화 ORGE BATTLE - 제9화 ANGELOUS - 제10화 WIZARDRY(1) | （단행본 제8권 수록） - 제1화 WIZARDRY(2) - 제2화 WIZARDRY(3) - 제3화 WIZARDRY(4) - 제4화 WIZARDRY(5) - 제5화 HANDRED SWORDS(1) - 제6화 HANDRED SWORDS(2) - 제7화 HANDRED SWORDS(3) - 제8화 MIGHT AND MAGIC(1) - 제9화 MIGHT AND MAGIC(2) - 제10화 PSYOBLADE - 제11화 CASTLE VANIA(1) | （단행본 제9권 수록） - 제1화 Castle vania - 제2화 HEART OF DREAM - 재3화 RELICS - 제4화 HEART OF IRON - 제5화 Finesthour(1) - 제6화 Finesthour(2) - 제7화 Finesthour(3) - 제8화 LUNATIC DAWN - 제9화 OPERATION WOLF - 제10화 WARCRAFT(1) - 제11화 WARCRAFT(2)                 |
| （단행본 제10권 수록） - 제1화 Wolf Fang(1) - 제2화 Wolf Fang(2) - 재3화 BLACK ONYX(1) - 제4화 BLACK ONYX(2) - 제5화 BLACK ONYX(3) - 제6화 BLACK ONYX(4) - 제7화 SORCERIAN(1) - 제8화 SORCERIAN(2) - 제9화 OBLIVION - 제10화 ROMANCIA                | | |

## 애니메이션

### TV판
곤조가 제작하고 후지 tv에서 방영을 했고 총 13화로 끝났다.
초반에는 코믹스와 같은 내용으로 가다가 중간에서 내용이 달라진다.

### OVA판
사테라이트와 매드하우스가 제작을 맡고 있다. 2011년부터 지금까지 BD/DVD판 10화까지 나왔으며 원작의 내용을 따라가고 있다. 미라지에서5~ 7편까지만 우리말 더빙 작업으로 수록되었고 1~4편은 애니박스 더빙을 수록했다. 7편 이후로는 정발되지 않고 있다.